# مارثا واتسون
مارثا واتسون (بالإنجليزية: Martha Watson)‏ هي عداءة سريعة أمريكية، ولدت في 19 أغسطس 1946 في لونغ بيتش في الولايات المتحدة.

## وصلات خارجية
- مارثا واتسون على موقع الاتحاد الدولي لألعاب القوى (الإنجليزية)
- مارثا واتسون على موقع الاتحاد الأمريكي لسباقات المضمار والميدان، قاعة المشاهير (الإنجليزية)
- مارثا واتسون على موقع أوليمبيديا (الإنجليزية)